# Arcidiecéze Tabora
Arcidiecéze Tabora (latinsky Archidioecesis Taboraënsis) je metropolitní arcibiskupství římskokatolické církve se sídlem ve tanzanském městě Tabora. Katedrálním kostelem je kostel sv. Terezie od Dítěte Ježíše. 

## Církevní provincie
Arcidiecéze Tabora je sídlem církevní provincie vzniklé v roce 1953. Provincie je tvořena následujícími diecézemi:
- Arcidiecéze Tabora se sufragánními diecézemi:
  - Diecéze Kahama
  - Diecéze Kigoma
  - Diecéze Mpanda
  - Diecéze Sumbawanga.

## Stručná historie
V roce 1887 vznikl apoštolský vikariát Unianyembé, který byl v roce 1925 přejmenován na apoštolský vikariát Tabora. Roku 1953 byl povýšen na metropolitní arcidiecézi. 